# Разм (миномёт)
Разм – это иранский 120-мм тяжёлый миномёт, представленный в 2010 году и производимый Организацией оборонной промышленности Ирана.
Это дальнобойный миномет с дальностью выстрела до 16 км с реактивными снарядами. Чтобы достичь такой дальности, Разм имеет необычно длинный и очень тяжелый ствол. Общая конструкция миномета аналогична конструкции 120-мм миномёта HM 16.